# Anhsesonk intelmei
Az Anhsesonk intelmei egy ókori egyiptomi irodalmi mű. Fennmaradt példánya, melyet a British Museum vásárolt 1896-ban, a ptolemaida korra tehető, bár a szöveg lehet korábbi. A 28 oldalból álló kézirat 1, 2 és 24–28. oldalai, valamint minden oldal első sora erősen károsodott, helyenként olvashatatlan.
A mű az intelemirodalom egy példája. Magukat az intelmeket bevezetés előzi meg, mely a mű születésének körülményeiről számol be. A valószínűleg fiktív történet szerint Anhsesonk (vagy Anhsesonkui), Ré héliopoliszi főpapja gyerekkori barátját, Harsziészét látogatja meg Memphiszben, hogy segítségét kérje. Harsziésze, aki nemrég lett a király legfőbb orvosa, beavatja Anhsesonkot egy titokba: társaival összeesküvést sző a király meggyilkolására. Anhsesonk megpróbálja lebeszélni, mikor azonban nem jár sikerrel, nem jelenti az összeesküvést. Egy szolga, aki kihallgatta szavaikat, feljelentést tesz. Harsziészét és társait tűzhalálra ítélik és kivégzik, Anhsesonk pedig börtönbe kerül. Itt írja meg intelmeit legkisebb fiához; mivel papiruszt nem kap, cserepekre.
A tanítások szerkezete eltér a műfaj korábbi ismert példányaitól. Míg azok egymással kapcsolatban álló mondatokból állnak, és az életből vett példákkal illusztrálnak erkölcsi tanításokat, Anhsesonk egysoros tanításai nem mindig állnak egymással tematikus kapcsolatban, a mű leginkább közmondásgyűjteménynek hat. Ebben hasonlít más démotikus kori intelmekhez. A tanítások az átlagemberhez szólnak, emelkedett idealizmus helyett gyakorlatiasság és humor jellemzi őket.

## Idézetek
(Anhsesonk próbálja lebeszélni Harsziészét): „A fáraó Ré képmása! (…) A fáraó sok jót cselekedett veled, többet, mint bárkivel a palotában. A palotába hoztak, mikor nem volt semmid ezen a világon, kineveztek legfőbb orvossá, megadott ő neked mindent, ami egy legfőbb orvosnak jár. Fivéreidet minden ellenszolgáltatás nélkül kinevezte pappá. És te cserébe meg akarod ölni?”
Válogatás az intelmekből
- 9/10. „Ne vitatkozz olyan dologban, amiben nincs igazad.”
- 9/11. „Ne mondd, hogy »a földem sokat terem«, ne mulaszd el ellenőrizni.”
- 9/14. „Ne mondd, hogy »Felszántottam ezt a földet és nem fizettek érte.« Szánts újra. Szántani jó.”
- 9/15. „Örömtelibb annak az arca, aki a mezőn pihen, mint azé, aki a városban tölti a napját.”
- 9/16. „Ne mondd, hogy »Nyár van.« Eljő a tél is.”
- 9/17. „Aki nyáron nem gyűjt fát, télen nem melegszik.”
- 9/22. „A gazdagság birtokolja birtoklóját.”
- 10/6. „»Ezek sértegetnek«, mondja a bolond, ha tanítani próbálják.”
- 10/7. „Ha nagy ember házában jársz, a lábad megbotolhat, a nyelved sose.”
- 13/6. „A bolondnak a barátja is bolond, a bölcsnek a barátja is bölcs.”
- 15/14. „Ne lopj, mert úgyis rájönnek.”